# تیم ملی بسکتبال لیبریا
تیم ملی بسکتبال لیبریا، نماینده لیبریا در مسابقات بین المللی بسکتبال است.
این تیم  توسط فدراسیون بسکتبال این کشور اداره می شود.  آخرین راهیابی آنها به مسابقات قهرمانی آفریقا به سال ۲۰۰۷ باز می گردد.  بهترین عملکرد آنها در سال ۱۹۸۳ بود که لیبریا در بین ۱۰ تیم برتر آفریقا قرار گرفت. 